# القانون الجنائي المغربي
مجموعة القانون الجنائي هي مدونة القانون الجنائي في المغرب. دخلت حيز التنفيذ في 17 يونيو 1963 لتحل محل مجموعة القانون الجنائي لعام 1913. صدرت بالظهير الشريف رقم 413-59-1وعدلت عدة مرات بهدف مواءمتها مع الاتفاقيات الدولية التي صادقت عليها المملكة، وقد خضعت لإصلاح كبير في عام 2015.

## تاريخ

### النشأة
دخل أول قانون جنائي مغربي حيز التنفيذ سنة 1913، أثناء الحماية الفرنسية على المغرب.
بعد الاستقلال ، وفي عام 1963، دخلت مجموعة القانون الجنائي الجديدة حيز التنفيذ. وكانت تعامل المغاربة بشكل خاص باعتبارهم مسلمين ، على عكس الأجانب.

### إصلاح 2015
في عام 2015، قدم وزير العدل مصطفى الرميد مشروع مجموعة القانون الجنائي الجديدة. وكانت النقاط الرئيسية كما يلي :
- إدخال عدة أحكام جديدة لمعاقبة التمييز أو العنصرية أو التحريض على الكراهية؛
- تشديد العقوبات ضد التحرش الجنسي في الشارع؛
- استحداث العقوبات البديلة (مثل الغرامات المالية وخدمة المجتمع)؛
- وضع مادة لمنع كل ما يمس ب«الأديان أو الأنبياء أو الله» ومادة عن جرائم الشرف.

### مقالات ذات صلة
- التدوين (قانون)
- القانون المغربي
- قانون المسطرة الجنائية (المغرب)
- مدونة الأسرة المغربية (صدرت سنة 1958، وعدلت في 1993، ونقحت في 2004).